# Saoula
Saoula là một đô thị thuộc tỉnh Alger, Algérie. Dân số thời điểm năm 2002 là 31.388 người.